# Мультикомпьютер
Мультикомпьютер — вычислительная система без общей памяти, состоящая из большого числа взаимосвязанных компьютеров, у каждого из которых имеется собственная память. Процессоры мультикомпьютера отправляют друг другу сообщения (используется сетевая топология двух-, трехмерной решетки или деревья и кольца).
Причина разработки — техническая сложность создания мультипроцессоров.